# شبه‌انقراض

در یک اصل و نسب، زمانی که یک کرونوگونه قدیمی (A) با آناژنز به گونه جدید (B) تبدیل شده‌است، گونه قدیمی از نظر گیاهی منقرض شده پنداشته می‌شود.

شبه انقراض (به انگلیسی: Pseudoextinction) (یا انقراض تبارزایی (phyletic extinction)) یک گونه زمانی رخ می‌دهد که همه اعضای گونه منقرض‌شده باشند، اما اعضای یک گونه دختر زنده می‌مانند. اصطلاح شبه‌انقراض به تکامل یک گونه به شکل جدید و در نتیجه ناپدید شدن شکل اجدادی آن اشاره دارد. شبه‌انقراض سبب رابطه بین اجداد و نسل می‌شود، حتی اگر گونه اجدادی دیگر وجود نداشته باشد.
نمونه کلاسیک آن دایناسورهای غیرپرنده است. در حالی که دایناسورهای غیرپرنده مزوزوئیک از بین رفتند، نوادگان آنها، پرندگان، امروز زندگی می‌کنند. بسیاری از خانواده‌های دیگر دایناسورهای پرنده‌مانند نیز با ادامه تکامل وارثان دایناسورها از بین رفتند، اما از آنجایی که امروزه پرندگان در جهان به رشد خود ادامه می‌دهند، اجداد آنها فقط شبه‌منقرض شده‌اند.
انقراض محلی یا ناپدیدشدن منطقه‌ای می‌تواند مرحله‌ای از شبه‌انقراض باشد، زمانی که انقباض پیش‌رونده دامنه پراکنش دیاکرونی سبب انقراض نهایی با حذف آخرین پناهگاه یا رشد جمعیت از این گلوگاه زمانی می‌شود.